# Bactrocera umbrosa
Bactrocera umbrosa
 es una especie de insecto díptero que Fabricius describió científicamente por primera vez en 1805. Esta especie pertenece al género Bactrocera de la familia Tephritidae.  